# Auxois (Fluss)
Der Auxois ist ein Fluss in Frankreich, der im Département Nièvre in der Region Bourgogne-Franche-Comté verläuft. Er entspringt unter dem Namen Ruisseau du Moulin du Bois im Gemeindegebiet von Lormes, im Regionalen Naturpark Morvan. Erst unterhalb von Lormes nimmt er den Namen Auxois an, entwässert generell in westlicher Richtung und mündet nach rund 23 Kilometern an der südwestlichen Gemeindegrenze von Ruages, als rechter Nebenfluss in die Yonne, die in diesem Bereich den Schifffahrtskanal Canal du Nivernais begleitet.  

## Orte am Fluss
- Lormes